# Hans-Joachim Kahler
Pour les articles homonymes, voir Kahler.
Hans-Joachim Kahler (28 mars 1908 à Morhange - 14 janvier 2000 à Hambourg) est un général allemand de la Seconde Guerre mondiale.

## Biographie
Hans-Joachim Kahler naît le 28 mars 1908, à Morhange, une ville de garnison animée d'Alsace-Lorraine. Le district de Lorraine, est une zone fortement militarisée. Hans-Joachim Kahler se tourne naturellement vers le métier des armes. Il s’engage à 19 ans dans l’armée allemande. D’abord Fahnenjunker dans un régiment de cavalerie, le « Reiter-Regiment 14 », Kahler devient rapidement Leutnant, sous-lieutenant, en avril 1932. Hans-Joachim Kahler est promu Oberleutnant, lieutenant, en 1934. Il est promu Rittmeister, capitaine de cavalerie, en 1938.

### Seconde Guerre mondiale
Lorsque la guerre éclate, le capitaine Kahler est envoyé en Pologne, comme chef d’escadron. Il commande ensuite la « Panzerjäger-Abteilung 1 » de la 12e Panzerdivision sur le front ouest en mai-juin 1940. En juin 1941, Hans-Joachim Kahler est envoyé sur le Front Russe avec sa division. Promu Major, commandant, en 1942, Kahler est d’abord nommé Kommandeur du Kradschützen-Bataillon 22, un bataillon d'infanterie motorisé, avant de commander le 34e en juillet 1942. En mars 1943, le commandant Kahler se distingue dans les environs de Seredina et de Ssewsk, ce qui lui vaut la croix de chevalier de la croix de fer, le 14 avril 1943, alors qu’il commande la Panzeraufklärungs-Abteilung 4, au sein du Panzergrenadier-Regiments 12.
Promu Oberstleutnant, Hans-Joachim Kahler commande le 5e Panzergrenadier-Regiment à partir du 12 mai 1943. Pour la défense de Desna, Kahler reçoit la très prisée la croix de chevalier de la croix de fer avec feuilles de chêne le 17 décembre 1943, à la tête de son régiment. Promu Oberst, colonel, Kahler est nommé Kommandeur de la Führer Grenadier Brigade le 1er juin 1944, unité qui se bat alors en province de Prusse-Orientale. Le 20 décembre 1944, le colonel Kahler est grièvement blessé. Il est transporté à l'hôpital, où il est promu Generalmajor le 31 janvier 1945. Rattrapé par l’avancée des Alliés, le général Hans-Joachim Kahler est envoyé en captivité, où il restera jusqu’en 1946.

## Distinctions
- Croix de fer
  - 2e classe, le 3 juillet 1940.
  - 1re classe, le 3 septembre 1941.
- Infanterie-Sturmabzeichen, en argent, 1940
- Insigne des blessés, en argent, 1944.
- Insigne de destruction de blindés, en argent, 1942.
- Médaille de service de longue durée de la Wehrmacht 3e classe, 1939.
- Ostmedaille le 4 septembre 1942.
- Auszeichnungen.
- Croix de chevalier de la croix de fer avec feuilles de chêne.
  - Croix de chevalier, le 14 avril 1943, comme Major.
  - Feuilles de chêne, le 17 décembre 1943, comme Oberstleutnant.